# Perlan
Perlan (isl. wym.ˈpʰɛrtlan) – multimedialne muzeum przyrodnicze zlokalizowane na Islandii, w centrum Reykjaviku, na wzgórzu Öskjuhlíð (59 m n.p.m.). 

## Historia
Pierwszy pomysł na zbudowanie munumentalnego obiektu na wzgórzu miał malarz Jóhannes Kjarval w 1930. Jego boki miały być pokryte płytami lustrzanymi, celem odbijania zorzy polarnej, a dach miał być ozdobiony wielobarwnymi kryształami. Na szczycie kalenicy miał znajdować się reflektor oświetlający projektowane zbiorniki. W 1939 na Öskjuhlíð wykonano pierwszy zbiornik. Pięć kolejnych powstało obok pierwszego w ciągu następnych dwóch dekad. Zostały one potem rozebrane i odbudowane pod koniec lat 80. XX wieku. Budynek został zaprojektowany przez islandzkiego artystę, Ingimundura Sveinssona na bazie tych zbiorników, z których wodą geotermalną obiekt jest ogrzewany (każdy z nich może pomieścić około 4 miliony litrów wody). Zostały one przykryte kopułą, przy czym dwa z nich zmieniły funkcję: na planetarium i jaskinię lodową. Muzeum otwarto 21 czerwca 1991. 

## Ekspozycja
Ekspozycja muzealna podzielona jest na działy: geologiczny, dotyczący flory i fauny (lądowej i wodnej) oraz planetarium (z projekcją zorzy polarnej).